# Финал футбольного турнира Олимпийских игр 1956
Финал футбольного турнира летних Олимпийских игр 1956 года прошёл 8 декабря на стадионе «Крикет Граунд» в Мельбурне, Австралия. В матче приняли участие сборные СССР и Югославии. Советские футболисты, одержав непростую победу со счетом 1:0, стали олимпийскими чемпионами и завоевали для страны первый международный титул в истории.

## Путь к финалу

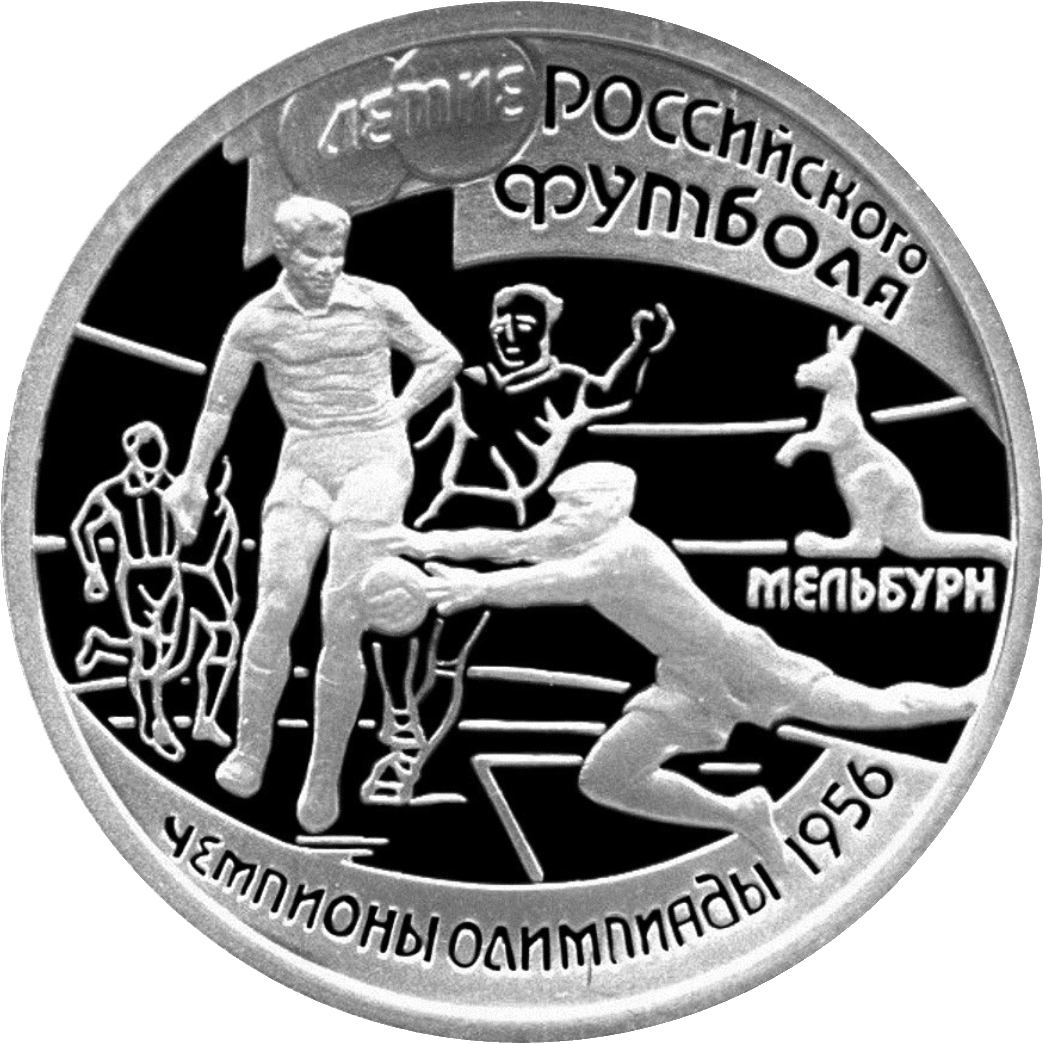
Медаль к 100-летию Российского футбола

Пути команд к финальному матчу по турнирной сетке отличались разительно: если югославская сборная волею жребия и отказа ряда соперников от участия в турнире сыграла всего два лёгких матча против команд США (9:1) и Индии (4:1), то продвижение сборной СССР к финалу оказалось на удивление напряжённым, если учесть состав команд на турнире. Достаточно уверенно (хотя и не без борьбы) обыграв составленную в основном из молодых футболистов любительскую сборную ФРГ (носившую на турнире название ОГК — объединённой германской команды), в следующем круге советская сборная ничего не сумела поделать с командой Индонезии, так и не сумев за 120 минут поразить ворота соперников (при этом могла и проиграть — в самом конце игры Яшин спас команду от гола в одной из редких контратак индонезийцев). Основательно перекроив состав, в повторном матче советская сборная уверенно победила. В полуфинале её ждала национальная сборная Болгарии — пожалуй, единственный действительно серьёзный соперник на турнире. Как и олимпийский матч четырехлетней давности, эта игра с болгарами также оказалась сверхупорной — в дополнительное время сборной СССР вновь пришлось отыгрываться и она не без доли везения сумела все же выйти в финал благодаря мячам Эдуарда Стрельцова и Бориса Татушина, забитым в последние 10 минут дополнительного времени.
| СССР      | СССР           | Круг       | Югославия | Югославия |
| --------- | -------------- | ---------- | --------- | --------- |
| Соперник  | Результат      | Плей-офф   | Соперник  | Результат |
| ФРГ       | 2:1            | 1/8 финала |           |           |
| Индонезия | 0:0 (д.в.) 4:0 | 1/4 финала | США       | 9:1       |
| Болгария  | 2:1 (д.в.)     | 1/2 финала | Индия     | 4:1       |

## Протокол матча
| СССР      | 1:0   | Югославия |
| --------- | ----- | --------- |
| Ильин 48′ | Отчет |           |

| СССР | Югославия |

| СССР:           |    |                    |
|                 |    |                    |
| В               | 1  | Лев Яшин           |
| З               | 6  | Борис Кузнецов     |
| З               | 4  | Анатолий Башашкин  |
| З               | 5  | Михаил Огоньков    |
| П               | 9  | Анатолий Маслёнкин |
| П               | 8  | Игорь Нетто        |
| Н               | 11 | Борис Татушин      |
| Н               | 12 | Анатолий Исаев     |
| Н               | 13 | Никита Симонян     |
| Н               | 14 | Сергей Сальников   |
| Н               | 15 | Анатолий Ильин     |
| Тренер          |    |                    |
| Гавриил Качалин |    |                    |

| ЮГОСЛАВИЯ:    |    |                     |
|               |    |                     |
| В             | 1  | Петар Раденкович    |
| З             | 2  | Младен Кошчак       |
| З             | 3  | Никола Радович      |
| З             | 5  | Иван Шантек         |
| П             | 15 | Любомир Спаич       |
| П             | 4  | Добросав Крстич     |
| Н             | 11 | Драгослав Шекуларац |
| Н             | 9  | Златко Папец        |
| Н             | 16 | Сава Антич          |
| Н             | 10 | Тодор Веселинович   |
| Н             | 8  | Мухамед Муич        |
| Тренер:       |    |                     |
| Милован Чирич |    |                     |

## Ход игры
В первые минуты игры инициативой владели югославы. Хорошо владея мячом, при помощи точного короткого и среднего паса они раз за разом проникали в штрафную советской сборной, создавая ощутимую напряженность. Опасно бил по воротам Мухамед Муич, но Яшин в броске достал мяч из нижнего угла. Примерно с 15-й минуты игра начала выравниваться: на тяжелом и скользком от дождя поле начал сказываться основной козырь сборной СССР — хорошая физическая подготовка. Советские футболисты все чаще появляются у ворот соперника, правда, практически сразу они едва не пропустили опаснейшую контратаку: на 17-й минуте Златко Папец имел реальный шанс отличиться, выйдя один на один с Яшиным, но примерно с 10 метров послал мяч далеко мимо ворот.
До конца первого тайма сборная СССР прочно завладела инициативой, создав два опасных момента: на 22-й минуте Анатолий Ильин выскочил один на один с голкипером, но послал мяч прямо на хорошо выбравшего позицию Раденковича; спустя несколько минут Татушин, получив передачу от Анатолия Исаева, бил из района одиннадцатиметровой отметки — выше ворот.
Такая же напряженная игра с обоюдными шансами продолжилась и после перерыва, но в начале тайма на 48-й минуте советской сборной удалось забить, как оказалось впоследствии, решающий мяч, который получился несколько курьёзным. Татушин прорвался по краю и вошел в штрафную справа у лицевой линии и, поскольку никто из советских игроков ещё не успел занять выгодную позицию в штрафной площади, отдал пас назад на набегавшего по месту правого инсайда Исаева примерно чуть дальше угла вратарской. Передача получилась, как говорят футболисты, «в недодачу», и на неудобной высоте — примерно на уровне груди — тем не менее Исаев в прыжке изловчился сыграть по такому уходящему мячу головой, сделав полуудар-полунавес на дальнюю штангу. Однако, как это случается в футболе, этот не самый выразительный удар принес результат — мяч резко взмыл вверх, по крутой траектории опустился за спину сместившегося к ближней штанге Раденковича и оказался в сетке вместе с рванувшимся туда Ильиным, который подставил голову и добил его уже практически в воротах.
После забитого гола характер игры не изменился — в целом равный (при некотором преимуществе чуть более физически крепкой сборной СССР) матч с небольшим количеством моментов, который более опытные советские футболисты достаточно уверенно довели до победы. По образному выражению одного из спортивных журналистов, «…русские своей надежной защитой превратили эту игру в подобие шахматной партии, а в шахматы играть они большие мастера».

## Факты
- Руководители СССР всех рангов широко рекламировали эту олимпийскую победу, преследуя политические цели. Футбольные специалисты же оценивали её в спортивном отношении намного скромнее. Так, среди славословий и взаимных поздравлений, Всеволод Бобров со страниц «Комсомольской правды»[5] писал:

Могут сказать, что класс нашего футбола повысился, имея в виду победу в Мельбурне... Но надо правде смотреть в глаза. Ведь известно, что состав участников олимпийского турнира был не очень сильным, а победа нашим футболистам досталась все же с большим трудом. Ничья с командой Индонезии, тяжелые игры с командами Болгарии и Югославии показали слабую сторону нашей команды. И мне очень бы хотелось, чтобы золотой блеск олимпийских медалей не ослеплял некоторых игроков и руководителей.
- Советская сборная в финале представляла собой практически московский «Спартак» (8 игроков), усиленный в обороне двумя динамовцами и армейцем. Спустя 32 года при завоевании своего второго олимпийского золота сборная СССР была куда более представительной: в стартовом составе на финал с бразильцами вышли представители десяти разных клубов пяти союзных республик.
- Югославская команда проиграла третий олимпийский финал кряду (через четыре года, в четвёртом кряду финале она все же добьется победы). Из состава этой команды лишь Драгослав Шекуларац играл вновь с советской сборной в финале Кубка Европы 1960 года (а также запасной вратарь Благоя Видинич), тем не менее пятеро участников олимпийского финала (с запасными — семеро) были в заявке национальной сборной на чемпионате мира 1958 года.
- Поскольку в те времена медали получали лишь 11 футболистов, непосредственно игравших в финале, то 19-летний Эдуард Стрельцов, как и ряд других игроков, её не получил (он пропустил лишь финальный матч — был заменен ветераном Никитой Симоняном — тренер Гавриил Качалин принял решение в финале сделать ставку в нападении на хорошо поставленное взаимодействие игроков одного клуба). После получения награды Симонян хотел передать медаль Стрельцову, объективно больше сделавшему на турнире для победы команды, и дважды предлагал Эдуарду принять заслуженную награду[6]. Однако Стрельцов не менее благородно отказался принять медаль от столь заслуженного в советском футболе игрока и сказал, что ещё выиграет — у него все впереди[7]. Увы, сложилось так, что медалей такого ранга так и не было в карьере Стрельцова; копией же этой золотой медали, изготовленной на отечественном Монетном дворе, как и другие не игравшие в финале футболисты, он был награждён лишь в 2006 году (посмертно)[8].
- Анатолий Исаев в интервью по поводу «олимпийского» гола обращал внимание на то, что Анатолий Ильин, по его мнению, коснулся мяча уже после того, как тот пересек линию ворот югославов, и авторство гола следовало бы передать ему[9]; сохранившаяся видеозапись[3] позволяет сделать вывод о небезосновательности такого заявления.